# Romolo Bizzotto
Romolo Bizzotto (Cerea, Provincia de Verona, Italia, 16 de febrero de 1925-Turín, Provincia de Turín, Italia, 27 de marzo de 2017) fue un futbolista y director técnico italiano. Se desempeñaba en la posición de centrocampista.

## Clubes

### Como futbolista
| Club              | País   | Año       |
| ----------------- | ------ | --------- |
| A. C. Audace      | Italia | 1942-1943 |
| Hellas Verona     | Italia | 1945-1949 |
| Juventus F. C.    | Italia | 1949-1952 |
| Ars et Labor 1907 | Italia | 1952-1953 |
| U. S. Palermo     | Italia | 1953-1954 |
| Carrarese Calcio  | Italia | 1954-1955 |
| Lucchese Libertas | Italia | 1955-1957 |
| U. S. Rovereto    | Italia | 1957-1959 |

### Como entrenador
| Club           | País   | Año       |
| -------------- | ------ | --------- |
| U. S. Rovereto | Italia | 1958-1959 |
| Hellas Verona  | Italia | 1960-1961 |
| A. C. Rimini   | Italia | 1962-1965 |
| A. C. Reggiana | Italia | 1965-1970 |
| Reggina Calcio | Italia | 1970-1971 |

## Palmarés

### Como futbolista

#### Campeonatos nacionales
| Título  | Club           | País   | Año     |
| ------- | -------------- | ------ | ------- |
| Serie A | Juventus F. C. | Italia | 1949-50 |
| Serie A | Juventus F. C. | Italia | 1951-52 |